# Llanelli
Llanelli (wymowaⓘ, ɬaˈnɛɬi) – miasto w południowo-zachodniej Walii, największe w hrabstwie Carmarthenshire, położone na północnym brzegi estuarium rzeki Loughor, blisko jej ujścia do zatoki Carmarthen. W 2011 roku liczyło 43 878 mieszkańców (2011).
Miasto przeżywało bujny rozwój gospodarczy w XVIII i XIX wieku, kiedy to stało się ważnym ośrodkiem przemysłu metalurgicznego (hutnictwo metali nieżelaznych), a miejscowy port obsługiwał transport węgla kamiennego wydobywanego w Walii. Obecnie przemysł ciężki nie stanowi już wiodącej roli w życiu gospodarczym miasta.
Miasto stało się miejscem intensywnej imigracji Polaków, szacowanej na ponad 2000 osób. Działa tu Stowarzyszenie Współpracy Polsko-Walijskiej.

## Współpraca
- Agen, Francja